# Dysithamnus plumbeus
Dysithamnus plumbeus là một loài chim trong họ Thamnophilidae.